# Friedrich Christoph Wilhelm von Unruh
Friedrich Christoph Wilhelm von Unruh (* 7. März 1766 in Königsberg; † 27. Februar 1835 in Berlin) war ein preußischer Generalmajor.

## Leben

### Herkunft
Seine Eltern waren Otto Christian von Unruh (1730–1813) und dessen Ehefrau Francoise Esther, geborene von Ruits (1732–1811). Der Vater war preußischer Oberst im Dragonerregiment „von Borcke“ sowie Erbherr auf Otten und Sonnenstuhl. Der Generalleutnant Hans Stephan von Rouquette war sein Onkel, ebenso die Generale Friedrich Leopold von Ruits und Emil Philipp Friedrich von Ruits.

### Militärkarriere
Unruh kam am 1. Oktober 1779 als Gefreitenkorporal in das Dragonerregiment „von Posadowsky“ der Preußischen Armee und avancierte dort bis Juli 1784 zum Sekondeleutnant. Am 5. Dezember 1787 wechselte er in das Dragonerregiment „von Brausen“. Dort wurde er am 1. Dezember 1793 Premierleutnant. Während des Feldzuges in Polen nahm Unruh 1794 an der Belagerung von Warschau teil. Am 19. April 1798 wurde er Stabsrittmeister und am 30. Oktober 1800 Rittmeister. Unter Versetzung in das Dragonerregiment „von Auer“ wurde er am 30. April 1803 Major und im Jahr darauf Eskadronchef. Im Vierten Koalitionskrieg kämpfte Unruh in der Schlacht bei Preußisch Eylau und erwarb bei Heilsberg den Orden Pour le Mérite. 
Nach dem Frieden von Tilsit kam Unruh in das 1. Westpreußische Dragoner-Regiment und stieg dort am 16. Januar 1810 zum Regimentskommandeur auf. Die Truppe war schlecht ausgerüstet, was wohl den Spott des späteren Generals von Platen auslöste. Die Folge war ein Duell, das nur durch einen Haftbefehl des Königs gestoppt werden konnte. Der Generalleutnant Rouquette erhielt als Sekundant zwei Monate Festungshaft in der Festung Spandau, Unruh drei Monate in Spandau, Platen drei Monate in der Festung Pillau. Unruh nutzte die Zeit, seine Erfahrungen aus dem zurückliegenden Krieg zu Papier zu bringen. Am 8. Februar 1812 wurde er mit Patent vom 12. Februar 1812 zum Oberstleutnant befördert. 
Während der Befreiungskriege kämpfte Unruh in den Schlachten bei Großgörschen und Bautzen. Für Bautzen erhielt er das Eiserne Kreuz II. Klasse, zudem wurde er am 29. Juli 1813 zum Oberst befördert. Er kämpfte bei Leipzig, Chateau-Thierry sowie dem Gefecht bei Königswartha. In Leipzig wurde er verwundet und mit dem Eisernen Kreuz I. Klasse ausgezeichnet. Bei Chateau-Thierry wurde Unruh durch einen Stich mit einem Pallasch in den Leib schwer verwundet. Bei Möckern erhielt er einen Schuss in den Hals
Am 29. Januar 1815 wurde er in das I. Armee-Korps versetzt und am 31. Mai 1815 mit Patent vom 7. Juni 1815 zum Generalmajor befördert. Bereits am 5. Juni 1815 wurde Unruh als 1. Kommandant nach Neiße versetzt. Er wurde am 22. Februar 1820 mit 1000 Talern Pension in den Ruhestand versetzt. Am 25. März 1820 wurde die Pension auf 1200 Taler erhöht. Er starb am 27. Februar 1835 in Berlin und wurde am 3. März 1835 auf den Garnisonfriedhof beigesetzt.

### Familie
Unruh heiratete am 3. Juli 1798 in Bladiau Charlotte Karoline Ernestine Freiin von Buttlar-Brandenfels (1776–1812), eine Tochter des Georg Heinrich Melchior von Buttlar-Brandenfels aus dem Haus Budlitten. Das Paar hatte mehrere Kinder:
- Ottilie (1799–1861) ⚭ 1820 Karl Friedrich von Blumen (1784–1857), preußischer Generalmajor
- Bianka Sophie (1801–1812)
- Cora (1802–1890) ⚭ 1834 Karl Gärtner (1802–1861), preußischer Oberst
- Fritz (*/† 1804)
- Hans Viktor (1806–1886), 1848 Präsident der Nationalversammlung

⚭ Ernestine von Knobloch (1802–1869), geschiedene von Risselmann
⚭ Marie Clement (1816–1849), Sohn Conrad Max von Unruh, Landrat, Familienchronist
- Friedrich Leopold (1808–1814)
- Amalie Karoline (1810–1822)
- Emma Bianka Leonide (1816–1817)